# Стрілецький Борис Степанович
Борис Степанович Стрілецький (нар. 1926 — пом. 1989) — український футбольний арбітр.
1958 року розпочав арбітраж поєдинків чемпіонату СРСР. 10 квітня 1960 року дебютував як головний арбітр. У тому матчі одеський «Чорноморець» (Ростов-на-Дону) переміг житомирське «Полісся». З 1 березня 1963 року — суддя всесоюзної категорії.
Протягом 19 сезонів обслуговував матчі чемпіонату й кубка СРСР. Провів як головний рефері 56 ігор, а в 28 матчах був боковим суддею.